# Moerasbeemdgras
Moerasbeemdgras (Poa palustris) is een overblijvende, zodevormende plant. De soort staat op de Nederlandse Rode lijst van planten als algemeen voorkomend en stabiel of iets toegenomen. De soort komt van nature voor in de gematigde en koudere streken op het noordelijk halfrond. Het aantal chromosomen 2n = 28 of 42.
De plant wordt 30-150 cm hoog met boogvormige opstijgende stengels  en korte wortelstokken. De lijnvormige, 1,5–8 mm brede bladeren zijn heldergroen, die zich langzaam in de punt versmallen. De stengelbladeren zijn vlak. De bladschede is afgerond of zwak gekield. Het spitse tongetje is tot 3 mm lang. 

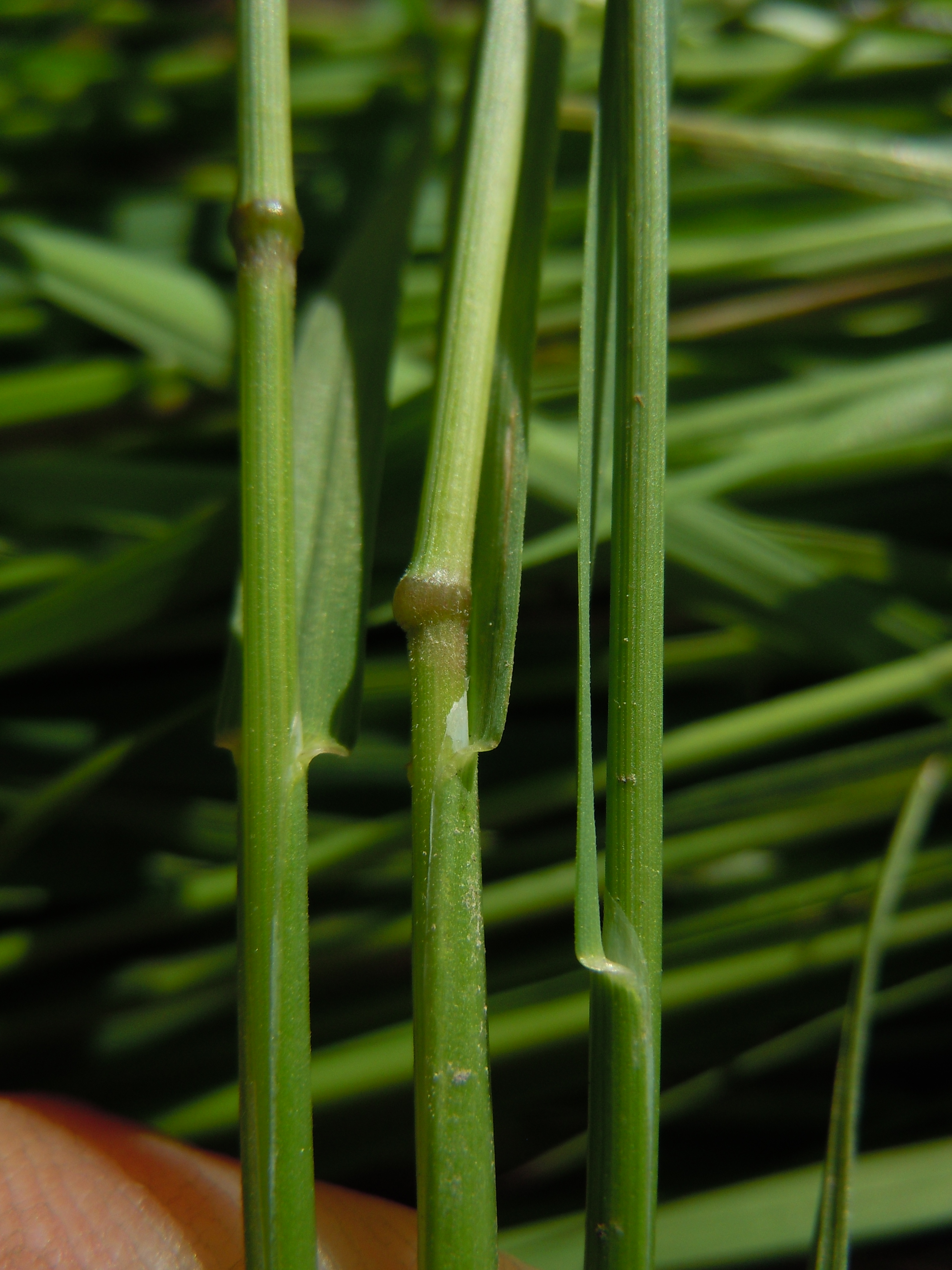
Tongetje

De plant bloeit van juni tot in augustus. De bloeiwijze is een opgerichte, vaak aan de top overhangende, piramidale pluim met alzijdig uitstaande zijtakken, waarvan de onderste 3 - 6 zijtakken bij elkaar zitten. De zijtakken zijn zeer ruw. De 3 - 4 bloemige, na de bloei bijna witte aartjes zijn 3 – 5 mm  lang. De kelkkafjes zijn ongeveer 3 mm lang. De bovenste, 2,4 mm lange kroonkafjes hebben op beide nerven korte stekelharen. De geelbruine, 2,8 mm lange onderste kroonkafjes hebben als ze droog zijn geen uitspringende nerven. De helmhokjes zijn 1,3 – 1,8 mm lang
De vrucht is een ongeveer 2 mm lange graanvrucht.

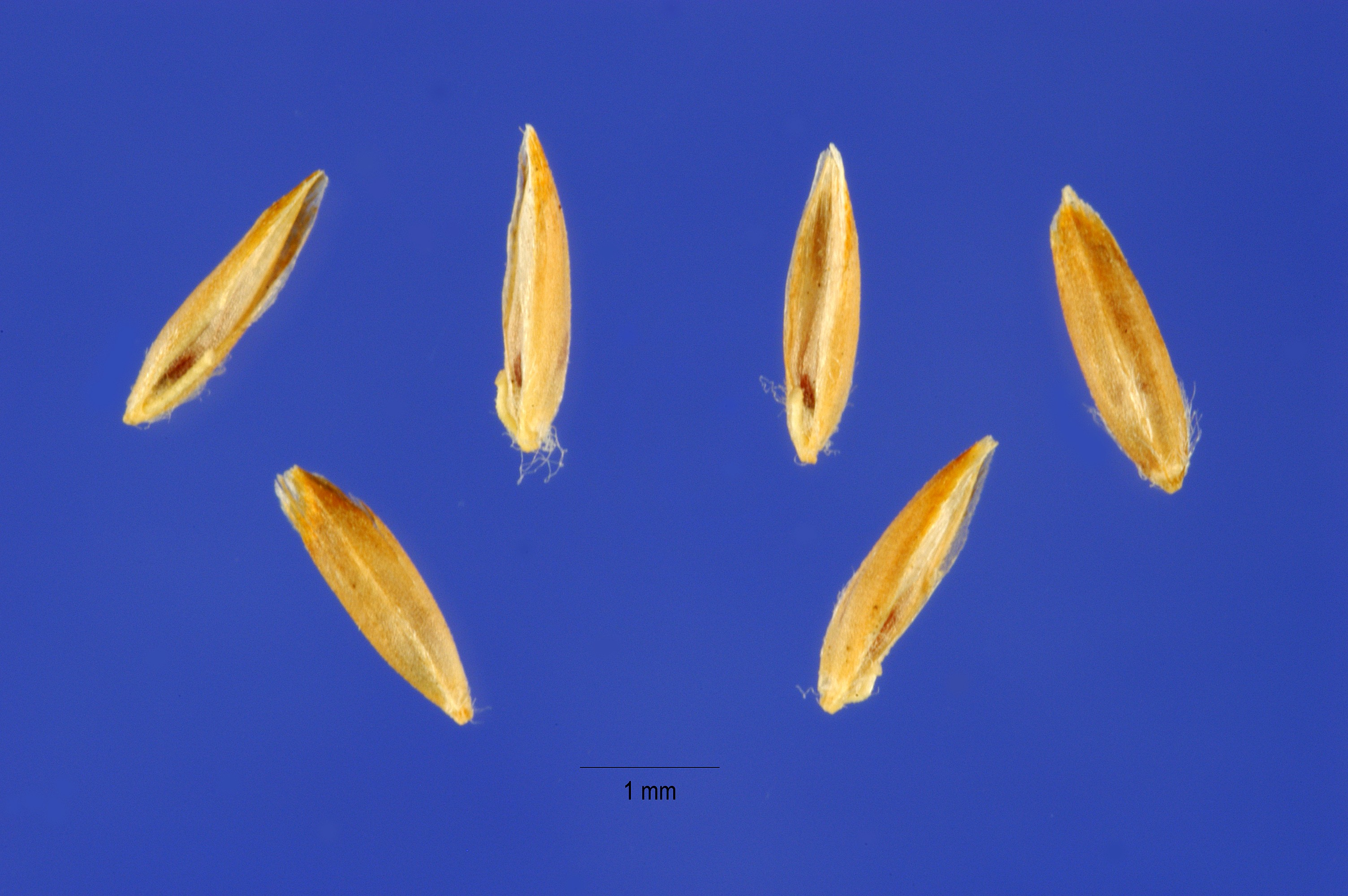
Vruchten (zaden)

Moerasbeemdgras komt voor op natte, voedselrijke grond aan waterkanten, in natte weiden en in moerassen, maar ook langs spoorwegen.